# Windows 8
Windows 8 est la version du système d'exploitation Windows multiplate-forme qui a été commercialisée le 26 octobre 2012. Bien que le système s'appelle Windows 8, il s'agit de la version NT 6.2, la première version de Windows 6 étant Windows Vista (Windows NT 6.0). La version Windows 8.1 (version 6.3) était une mise à jour gratuite de Windows 8, rendue disponible le 17 octobre 2013. Son successeur est Windows 10, sorti en juillet 2015.
Windows 8 a été dévoilé, avec l'utilisation de l'interface tactile, le 1er juin 2011, mais sa version RTM, à destination des constructeurs OEM, n'a été rendue disponible que le 15 août 2012. Windows 8 a été présenté en grande pompe, à l'instar des versions précédentes du système d'exploitation (7, Vista ou XP), le 25 octobre 2012, avant la sortie grand public le lendemain pour les différentes plates-formes (tablettes, PC et smartphones).
La première version de Windows 8 s'est très mal vendue, au point que Microsoft a choisi d'arrêter le support de Windows 8.0 le 12 janvier 2016, soit près de trois ans après sa sortie. Ce même jour, le développeur arrête également le support pour Internet Explorer 8, 9 et 10. La date de fin de support de Windows 8.1 était le 10 janvier 2023. Passé cette date, l’assistance technique et les mises à jour logicielles ne sont plus fournies par Microsoft, qui recommande de mettre à jour son système d'exploitation vers une version plus récente.

## Pre-release
Les Pre-release de cette nouvelle version ont été les suivantes :
- La version alpha (Developer Preview)[6] publique a vu le jour en septembre 2011,
- une version bêta (Consumer Preview)[7] a aussi vu le jour le 29 février 2012 à l'occasion du "Mobile World Congress" à Barcelone[8],[9].
- La version Release Preview (équivalent des Release Candidate, RC, des versions antérieures à Windows 8) est sortie le 31 mai 2012. Pour Microsoft, Windows 8 est devenu une priorité en juillet 2010[10].

## Nouveautés

### Interface Windows
Windows 8 utilise une toute nouvelle interface graphique (longtemps appelée Metro) nommée Modern UI. Cet environnement s'articule sur un tout nouvel écran de démarrage composé de tuiles dynamiques, similaires à celles qui se trouvent sur le système d'exploitation Windows Phone. Chaque tuile représente une application, et peut présenter des informations pratiques sans qu'on entre dans l'application. Par exemple l'application Messages donne le nombre de messages non lus alors que l'application Météo indique la température selon la localisation de l'utilisateur. Ces applications se lancent en plein écran, et sont capables de transmettre des informations entre elles. Les applications dans la nouvelle interface sont développées avec la nouvelle plate-forme Windows Runtime, en utilisant des langages de programmation variés tels que le C++, Visual Basic, C# et HTML combiné avec du JavaScript.
Le traditionnel environnement de bureau est accessible depuis une tuile. Le bouton de démarrage de la barre des tâches a été déplacé dans la charm bar, accessible en plaquant son curseur / doigt en bas à gauche de son écran. Ceci ouvre l'écran de démarrage, point névralgique de Windows 8, et non plus le menu démarrer traditionnel.
Les applications développées pour ce nouvel environnement étaient précédemment référencées en tant qu'applications de style Metro durant le développement, elles permettent à l'utilisateur de rester dans le même environnement que le bureau principal grâce à un design présent dans tout le système. Cependant, en raison de problèmes éventuels avec la société allemande Metro AG, Microsoft a demandé aux développeurs Windows de ne plus employer ce terme. Un porte-parole de Microsoft a démenti l'information en disant simplement que le terme « Metro » pour décrire le style des applications était un nom de code qui serait progressivement éliminé pour la sortie officielle. Windows 8 aura des mises à jour annuelles. La première mise à jour en date de Windows 8, dont le nom de code était Windows Blue, s'appelle Windows 8.1.

### Autres nouveautés
Internet Explorer 10 est inclus comme un programme de bureau mais aussi comme une application à part. Cette version ne supporte pas les plugins ou les composants ActiveX mais inclut une version d'Adobe Flash Player ne fonctionnant qu'avec une liste blanche de sites. L'option Do Not Track, visant à limiter le suivi par les sites qui en tiennent compte, est activée par défaut.
Il est maintenant possible de se connecter à Windows en utilisant un compte Microsoft (connu sous le nom de Windows Live ID). Ceci permet au profil et options de l'utilisateur d'être synchronisés sur internet et accessibles depuis d'autres ordinateurs fonctionnant sous Windows 8, comme une intégration OneDrive.

### Liste des nouveautés
Windows 8 permet aux entreprises tierces de personnaliser l'expérience de leurs produits.
Cette version de Windows est optimisée pour le démarrage rapide, Microsoft souhaitant visiblement un allumage presque instantané. Le démarrage de Windows, qui ne durerait que 8 secondes, serait optimisé pour chaque état Off et se concentrerait sur certains points comme les performances POST ou encore la reprise lors d'une sortie de veille S3. Dans ce second cas, le but est de parvenir à réactiver le BIOS et les pilotes en moins d'une seconde.
Nouveautés matérielles
Windows 8 introduit un accès au matériel amélioré, dans le but de le configurer, de le partager et de l'utiliser de façon optimale. Il autorise désormais la prise en charge native de l'USB 3.0 et du Bluetooth 3.0. L'utilisation des webcams est également beaucoup plus poussée, avec la possibilité pour chaque machine équipée de Windows 8 de l'utiliser pour authentifier l'utilisateur qui est face à la machine.
Windows 8 permet la prise en charge de certains équipements multimédia comme les écrans 3D ou les téléviseurs sans fil. Microsoft autorise désormais des tablettes à faire fonctionner Windows 8 grâce à l'architecture mobile ARM.
Nouveautés logicielles
La lumière ambiante pourra être captée par l'utilisation de détecteurs et les paramètres, comme la luminosité, adaptés en conséquence. Windows 8 est capable de prendre en charge le chiffrement des données à l'échelle du disque dur entier. Avec cette nouvelle version de Windows, on peut avoir la possibilité de rétablir les réglages d'usine sans réinstaller Windows ni toucher aux fichiers personnels de l'utilisateur. Un magasin d'applications similaire à la Logithèque Ubuntu ou au Mac App Store, fait également son apparition : il s'agit du Windows Store.
Autre nouveauté que Windows 8 introduit : une interface type ruban dans l'explorateur Windows comme celle de Microsoft Office depuis la version 2007.
Un nouvel écran d'accueil tout droit inspiré de celui de Windows Phone fait son apparition, accessible depuis le bouton démarrer (nouveauté de Windows 8.1), à la suite des retours envoyés à Microsoft des utilisateurs de Windows 8. Cet écran d'accueil intègre des Tuiles (tiles) dynamiques (façon Windows Phone 7).
Windows 8 propose désormais à ses utilisateurs que le montage des images ISO et des disques VHD soit nativement intégré au système. Un remaniement du Gestionnaire de tâches est également inclus, permettant de mettre fin à une tâche plus facilement.
Windows 8 est également pourvu d'un ordonnanceur optimisé, permettant une légère amélioration des performances par rapport à Windows 7.
Un système d'authentification de l'utilisateur par mot de passe image (pattern) est également proposé pour les écrans tactiles (mot de passe avec combinaison visuelle). Une optimisation pour l'affichage en mode paysage et portrait est désormais incluse, ainsi qu'une colorisation automatique du thème, option qui permet d'adapter automatiquement la teinte des zones transparentes en fonction du papier peint utilisé (disponible depuis la Developer Preview).
Une interface « Aero Lite » (qui remplace le thème Basic actuel) pour les petites configurations et/ou disposant d'un processeurs 32 bits est aussi proposée.
On peut réduire ou fermer une application de l'écran d'accueil. Si on la réduit ou la ferme, on va retrouver l'ancienne interface bureau (disponible depuis une mise à jour du 9 avril 2014).
Windows 8 offre aussi la compatibilité pour certains jeux tels que SimCity 3000 tandis que Windows 8.1 ne la supportera plus.

## Développement

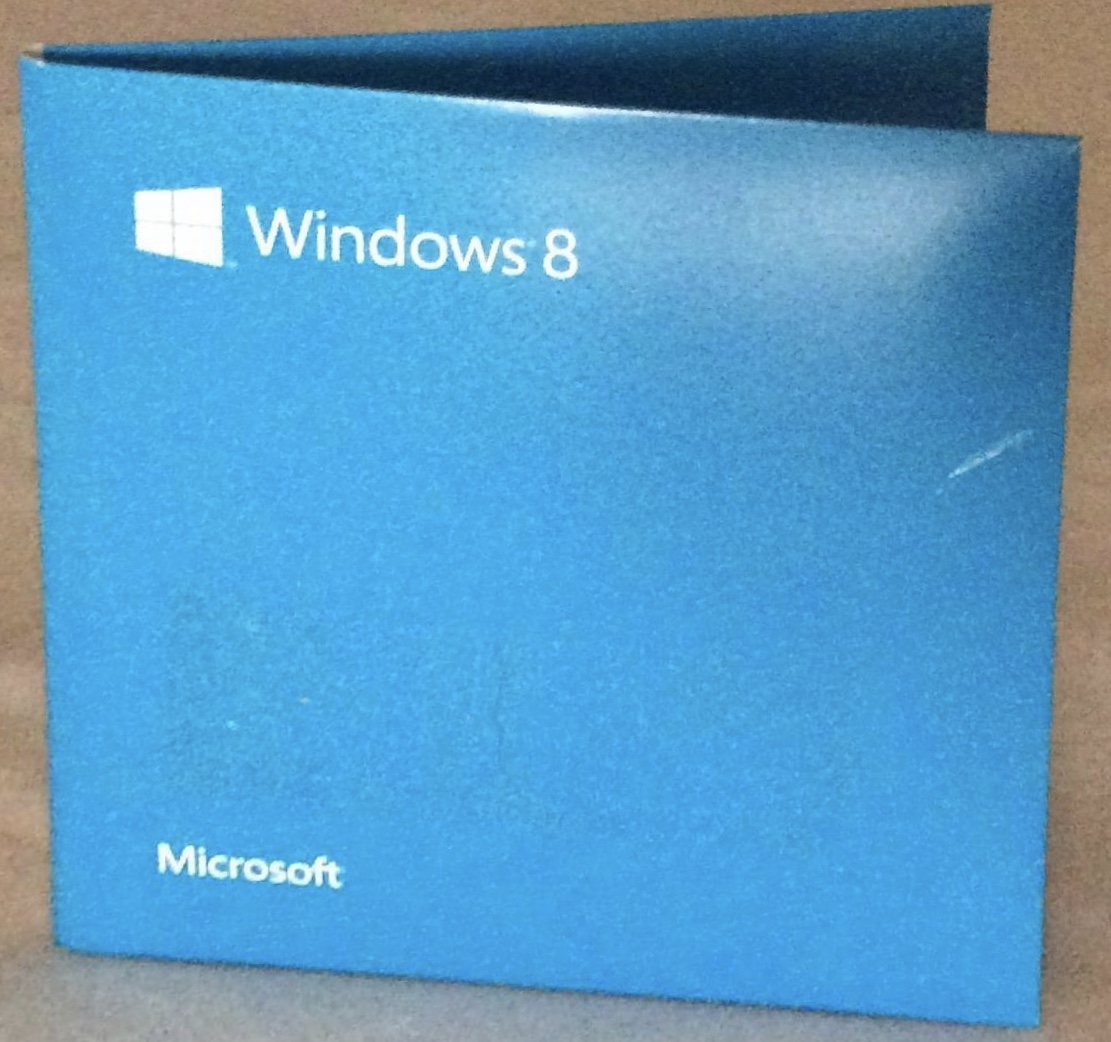
Pochette Windows 8

Windows 8 (nom de code Chidori) comprend quelques éléments du projet de recherche Midori mais reprend également certaines fonctions du projet interne de Microsoft Singularity. Il est également très différent de Windows 7. Windows 8 est disponible en version 32 bits et 64 bits et sur architecture mobile ARM.

## Évolution de parts de marché
La mise sur le marché de Windows 8 représente un échec pour Microsoft qui annonce 4 millions d'utilisateurs qui ont mis à jour leur Windows dans la semaine qui suit la commercialisation.
En juin 2013, Windows 8 représente seulement 5 % des ordinateurs effectuant du trafic sur internet selon Net Applications, alors que Windows 7 et Windows XP représentent encore plus de 70 % de ce trafic. À la sortie de la mise à jour Windows 8.1 en octobre 2013, la part de marché de Windows 8 sur ces ordinateurs est de 8 % selon Net Applications.
En août 2014, 1 mois avant l'annonce de Windows 10 pour l'automne 2015, la part de ce marché de Windows 8 et Windows 8.1 passe à 13,37 % selon Net Applications ou 15,58 % selon StatCounter (5 % pour Windows 8 et 10 % pour Windows 8.1) avec Windows 7 qui représente toujours plus de 50 % de ce marché.
En juin 2015, avant la commercialisation de Windows 10, la part de ce marché de Windows 8/8.1 n'a que peu évolué avec 16 % selon Net Applications, avec Windows 8.1 qui dépasse Windows XP (respectivement 13.1 et 12 %), mais avec Windows 7 avec plus de 60 % selon Net Applications.
En mai 2016, la part de ce marché de Windows 8 et 8.1 n'est plus que de 13 % (respectivement 3,4 %, et 9,6 %) alors que Windows 10 atteint quasiment 20 %.

## Critiques
Gabe Newell, patron de Valve Corporation, évoque « une catastrophe pour le monde du PC », car il suspecte que Microsoft a la tentation de fermer le libre accès au système en forçant les éditeurs à distribuer leurs logiciels à travers ses propres magasins d'applications. Or le succès de Valve, qui possède le plus grand magasin de jeux vidéo sur PC (Steam), dépend de l'ouverture d'accès à Windows. Ces propos sont repris par le vice-président de Blizzard Entertainment. Dans la foulée, Markus Persson, le créateur de Minecraft s'inquiète de la fermeture de Windows, ce qu'il confirme fin septembre en refusant de certifier son jeu sur ce système d'exploitation.
Le cabinet d'études Gartner recommande aux entreprises d'éviter Windows 8 et de se concentrer sur Windows 7, pour des raisons de prix et de compatibilités matérielles. 

Écran bleu de la mort (BSoD) depuis Windows 8.

Les particuliers sont également déconcertés par Windows 8, et peu l'adoptent, à en croire les parts de marchés comparées de Windows 8 et de Windows 7.
Certains changements d'ergonomie font l'objet de critiques, notamment la suppression de Windows Media Center et de la lecture des DVD dans l'édition standard, afin de réduire les coûts de Windows 8 (grâce à la suppression des licences DVD notamment). Windows Media Center peut être acheté à part, sur le site de Microsoft.
La suppression du menu démarrer est l'un des points les plus déconcertants pour les habitués des systèmes Windows. Cependant, il a partiellement été rétabli sous Windows 8.1 (le bouton démarrer renvoie vers l'écran d'accueil). Des programmes externes et indépendants permettent également de rétablir un menu démarrer, tels que Classic Shell ou 8StartButton,.

## Interdictions gouvernementales d'utiliser Windows 8
Le 16 mai 2014, le gouvernement de la République populaire de Chine a envoyé dans une notice adressée à ses agences au sujet de la réduction de la consommation d'énergie, stipulant, entre autres, qu'il était désormais interdit d'utiliser Windows 8 dans toutes les agences gouvernementales. L'agence de presse chinoise Xinhua explique que cette réglementation a été faite pour des raisons de sécurité, au moment où le support de Windows XP est arrêté et à la suite des révélations d'Edward Snowden sur les agissements de la NSA. L'État a décidé, étant donné que les agences gouvernementales utilisent majoritairement Windows XP, qu'il ne faudrait pas dépenser des sommes importantes pour le passage à Windows 8, mais plutôt développer son propre système d'exploitation, plus sécurisé, évoquant Linux, et comme possibilité deux distributions Linux chinoises, Kylin et StartOS,,. Fin août, Ni Guangnan (倪光南), académicien de l'Académie chinoise d’ingénierie et cofondateur de Lenovo[réf. souhaitée], annonce que la distribution utilisée devrait être lancée en octobre 2014,. Il est annoncé en octobre que, chaque année, 15 % de ses postes sous Windows seront remplacés par un système d'exploitation Linux, espérant ainsi basculer 75 % de son parc d'ici à 2020 comme premier objectif.

## Différentes éditions
Contrairement à Windows Vista et à Windows 7 qui étaient disponibles en six éditions différentes, Windows 8 n'est disponible qu'en quatre éditions.
Windows 8Destinée aux PC grand public, pour processeur 32 (x86) ou 64 bits (AMD64), intègre des logiciels de base et outils habituellement utilisés par le grand public (WordPad, Lecteur Windows Media ou Bloc-notes (Windows).
Windows 8 ProfessionnelIntègre en plus la possibilité de joindre un réseau d'entreprise Active Directory, le support du chiffrement des fichiers et un ensemble de fonctionnalités additionnels à usage des utilisateurs avancés ou des entreprises.
Windows 8 Entreprisedestinée aux très grandes entreprises. Elle inclut toutes les fonctionnalités de Windows 8 Professionnel et y ajoute la mise en œuvre d’une technologie de chiffrement matériel, une évolution de la technologie DirectAccess ainsi que la possibilité d’utiliser une seule image pour un déploiement mondial. Seules les entreprises disposant d’un abonnement de maintenance Software Assurance ou un Accord Entreprise Microsoft peuvent se la procurer ;
Windows RTdestinée aux tablettes tactiles avec un processeur ARM et comprenant la suite bureautique Microsoft Office 2013 RT. Il n'est pas possible de mettre à jour vers Windows 10.

## Ressources nécessaires
Les ressources nécessaires pour installer Windows 8 sont légèrement plus élevées que celles pour Windows 7. Windows 8 requiert un processeur de 1 GHz avec prise en charge de PAE, NX et SSE2. Pour pouvoir exécuter le catalogue d'applications Windows Store, il faut avoir une définition de 1024 × 768 pixels ou davantage. Pour pouvoir « ancrer » les applications sur la droite ou la gauche de l'écran, il faut une définition d'au moins 1366 × 768 pixels.
| Architecture        | x86 32 bits                                   | x86 64 bits                                   | ARM 32 bits           |
| Processeur          | 1 GHz avec prise en charge de PAE, NX et SSE2 | 1 GHz avec prise en charge de PAE, NX et SSE2 | ?GHz ARM v?           |
| Mémoire vive        | 1 Go                                          | 2 Go                                          | ?Go                   |
| Carte graphique     | Direct3D 9, WDDM 1.0                          | Direct3D 9, WDDM 1.0                          | Direct3D 10, WDDM 1.2 |
| Mémoire persistante | 16 Go                                         | 20 Go                                         | 17 Go                 |

## Compatibilité logicielle
Les versions x86 et x64 de Windows 8 peuvent faire fonctionner la plupart des logiciels compatibles avec les versions précédentes de Windows. Le principe reste le même que pour Windows 7 : La version 64-bits fera fonctionner les logiciels 64-bits et 32-bits, la version 32-bits les logiciels 32-bits et 16-bits (sachant que certains logiciels 16-bits peuvent simplement ne pas démarrer).
La version ARM ne permet pas de lancer ou d'émuler les applications x86 et x64 existantes. Seules les applications Metro / Modern UI Windows 8 peuvent fonctionner aussi bien sur des systèmes ayant une architecture x86/x64 que ceux ayant une architecture de type ARM.

## Windows 8.1
Le 26 juin 2013, une préversion de Windows 8.1 est disponible sur le Windows Store. Internet Explorer 11 y fait son apparition.
Windows 8.1 est une mise à jour gratuite pour Windows 8. Elle est mise à disposition sur le Windows Store le 17 octobre 2013, et le 18 octobre 2013 pour la mise à niveau depuis les versions antérieures. La version RTM est cependant disponible depuis le 9 septembre 2013 sur les réseaux MSDN et TechNet. La mise à jour de Windows 8 vers la version 8.1 a dû être suspendue quelques jours par Microsoft le 21 octobre 2013. Le 12 décembre, la version 8.1 est de nouveau disponible et peut être obtenue également par ceux qui n'ont pas Windows 8.
La mise à jour est gratuite pour certaines versions de Windows 8 mais payante depuis une version plus ancienne du système d'exploitation.
Windows 8.1 remplace le menu Démarrer de Windows 95 par une icône Windows dans la barre des tâches qui permet :
- Si l'on fait un clic gauche d’accéder à la page d’accueil de Windows 8 ;
- Si l'on fait un clic droit d’accéder à un certain nombre de commandes système dont le "Panneau de configuration".